# Микола Пац
Мико́ла Пац (лит. Mikalojus Pacas, пол. Mikołaj Pac; бл. 1527–1585) — державний та церковний діяч Речі Посполитої.

## Життєпис
Представник литовсько-українського магнатського роду Паців гербу Ґоздава. Другий син Миколи Паца, Підляського воєводи, та Олександри Гольшанської (доньки Олександра Гольшанського, князя Степаньського). Народився близько 1527 року.
Спочатку обіймав посаду королівського секретаря. У 1557 році призначено польським королем і великим князем литовським Сигізмундом II Августом київським єпископом, але не був затверджений Папським престолом. 1561 року отримав у заставу поселення Фастів.
Перейшов з католицтва до кальвінізму, зберігши єпископське місце в сенаті Речі Посполитої. 1566 року випустив полемічний твір «Правдива істина релігійна», спрямований проти антитринітаріїв та социніан. 1569 підтримав укладання Люблінської унії.
Після смерті короля у 1572 році зазнав нападок папського нунція. У 1582 році під тиском нового короля Стефана Баторія мусив відмовитися від сану єпископа. 1583 року стає каштеляном Смоленська. Помер 1585 року.